# Campionati africani di atletica leggera 2018 - Salto con l'asta femminile
La specialità del salto con l'asta femminile ai campionati africani di atletica leggera di Asaba 2018 si è svolta il 5 agosto allo Stadio Stephen Keshi.

## Programma
| Data          | Ora | Evento |
| ------------- | --- | ------ |
| 5 agosto 2018 |     | Finale |

## Risultati
| Class   | Atleta          | Nazione   | 3.60 | 3.70 | 3.80 | 3.90 | 4.00 | 4.05 | 4.10 | 4.25 | Risultati | Note |
| ------- | --------------- | --------- | ---- | ---- | ---- | ---- | ---- | ---- | ---- | ---- | --------- | ---- |
| Oro     | Dorra Mahfoudhi | Tunisia   | –    | o    | –    | o    | o    | xo   | o    | xx   | 4.10      |      |
| Argento | Dina Eltabaa    | Egitto    |      |      |      |      |      |      |      |      | 4.05      |      |
| Bronzo  | Nesrine Brinis  | Tunisia   | o    | o    | o    | o    | xxx  |      |      |      | 3.90      |      |
| 4       | Fatma Elbendary | Egitto    | o    | o    | o    | xxx  |      |      |      |      | 3.80      |      |
| 5       | Jodie Sedras    | Sudafrica | o    | xo   | xxx  |      |      |      |      |      | 3.70      |      |